# Leptogaster longifurcata
Leptogaster longifurcata är en tvåvingeart som beskrevs av Meijere 1914. Leptogaster longifurcata ingår i släktet Leptogaster och familjen rovflugor. Inga underarter finns listade i Catalogue of Life.